# Cẩm thị
Cẩm thị hay còn gọi vàng nghệ (danh pháp khoa học: Diospyros maritima) là một loài thực vật có hoa trong họ Thị. Loài này được Blume mô tả khoa học đầu tiên năm 1826.